# Бањо А Морбо (Пиза)
Бањо А Морбо је насеље у Италији у округу Пиза, региону Тоскана.

## Опис
Према процени из 2011. у насељу је живело 29 становника. Насеље се налази на надморској висини од 455 м.